# Església del Carme (Palamós)
La capella de la Mare de Déu del Carme és una antiga església catòlica romana que es troba a la ciutat de Palamós (Baix Empordà). Està catalogada a l'Inventari del Patrimoni Arquitectònic de Catalunya. Actualment (des del 2015) acull un espai dedicat a la divulgació del patrimoni local, gestionat pel Museu de la Pesca.

## Descripció
Edifici d'una sola nau amb capelles laterals i absis rectangular amb cambril. Els trams estan dividits per pilastres amb capitell de guix en bon estat. Una grossa motllura recorre el perímetre i a la part alta s'obren les petites finestres. La coberta és de volta de canó d'arestes. La portalada de pedra del frontis consta de dues pilastres que emmarquen l'entrada i sostenen un frontó partit amb una fornícula. Al capdamunt hi ha un ull de bou. La teulada a dues vessants està rematada per un campanar d'espadanya d'un sol arc.

## Història
El 31 de maig de 1761 Mossèn Miquel Costa deixa la seva casa i uns terrenys per bastir-hi un hospital i una capella dedicada a la Verge del Carme. Dona també una imatge de la Verge i els objectes de culte. Set anys després s'inaugura l'església. L'any 1938 d'edifici és cremat. Actualment només ens resta la capella de l'antic hospital. El 1983 s'inicia una polèmica referent a l'ús a que s'ha de destinar l'espai. D'una banda es defensa fer-hi una zona d'aparcament i de l'altra la restauració de la capella per convertir-la en auditori, opció proposada per Modest Prats, Cap de Cultura els Serveis Territorials de Girona. Al mateix temps es volia traslladar el pòrtic a Santa Maria del Mar i per aquest motiu les pedres van ser numerades. No s'ha dut a terme cap de les propostes i després de servir com a magatzem municipal va ser convertida en espai d'art i patrimoni (2015)

## Espai d'art i patrimoni
Té dues vessants. Una dedicada a les activitats de divulgació del patrimoni local (Centre d'interpretació del patrimoni) i una altra que recupera l'obra del pintor Ezequiel Torroella i Mató (Espai d'Art Ezequiel Torroella) un dels artistes palamosins que més assíduament han tractat el paisatge i els racons característics de la ciutat i el seu entorn. Un conjunt molt important d'obra de Torroella va ser donat a l'ajuntament l'any 2008. També s'hi exposa la imatge de la Mare de Déu de Gràcia (segle xviii) que havia presidit la façana de la desapareguda església del mateix nom (Segon convent dels agustins) i que des del 1982 havia estat posada a la façana de l'església parroquial de Santa Maria.